# Waldemar Wolter
Waldemar Wolter (ur. 19 maja 1908, zm. 28 maja 1947 w Landsberg am Lech) – zbrodniarz hitlerowski, jeden z lekarzy SS pełniących służbę w niemieckich obozach koncentracyjnych oraz SS-Sturmbannführer.

## Życiorys
Doktor medycyny oraz członek NSDAP i SS. Służbę w obozach koncentracyjnych rozpoczął w Dachau. Następnie od 1941 pełnił funkcję lekarza obozowego kolejno w: Buchenwaldzie, Hinzert, Hertogenbosch i Sachsenhausen. Wreszcie w 1944 Wolter znalazł się w Mauthausen-Gusen. Brał udział w zabijaniu i maltretowaniu więźniów wspomnianych obozów, m.in. w Mauthausen dokonywał selekcji, posyłając niezdolnych do pracy do komór gazowych.
W 1946 stanął przed amerykańskim Trybunałem Wojskowym, który w procesie załogi Mauthausen-Gusen (US vs. Johann Altfuldisch i inni) osądził zbrodnie popełnione w obozie. 13 maja 1946 Wolter skazany został na śmierć przez powieszenie. Wyrok wykonano w więzieniu Landsberg 28 maja 1947.